# Deborah Gambetta
 (octobre 2008).
Si vous disposez d'ouvrages ou d'articles de référence ou si vous connaissez des sites web de qualité traitant du thème abordé ici, merci de compléter l'article en donnant les références utiles à sa vérifiabilité et en les liant à la section « Notes et références ».
Deborah Gambetta (née en 1970 à Turin) est une écrivaine italienne. Elle vit aujourd'hui[Quand ?] à La Varenne.

## Biographie
Après ses études de lettres à l'université de Bologne, Deborah Gambetta est devenue journaliste.